# Stolonicyclops heggiensis
Stolonicyclops heggiensis – gatunek widłonoga z rodziny Cyclopidae, jedyny przedstawiciel rodzaju Stolonicyclops. Nazwa naukowa tego gatunku skorupiaków została opublikowana w 1998 roku przez biologów Janet W. Reid i Johna D. Spoonera. Gatunek ten został ujęty w Katalogu Życia.